# Виргинский сумеречный козодой
Виргинский сумеречный козодой (лат. Chordeiles minor) — ночная птица из семейства настоящих козодоев.

## Описание
Длина тела 22-25 см, размах крыльев от 59 до 68 см, масса — от 55 до 98 граммов. Помимо неправильного зигзагообразного полёта, их отличают узкие и заострённые крылья с белой полосой. Оперение тёмно-коричневое или серое с бурым рисунком. Горло у самца белое, у самки — желтовато-коричневое. Оперение молодых птиц ещё бледнее, а горло окрашено менее заметно. У самцов также есть белая полоса на хвосте. Клюв в закрытом состоянии выглядит очень маленьким, но при охоте за добычей может быть широко раскрыт.

## Поведение
В сезон размножения живут парами, а во время миграции — стаями. Часто можно увидеть несколько пар, живущих вместе в непосредственной близости друг от друга. Хотя их название предполагает, что они ведут ночной образ жизни, на самом деле они не являются ночными птицами. Они охотятся ночью только в том случае, если молодым не хватает пищи. Обычно они охотятся ранним утром и вечером. Их часто можно встретить в низинах, особенно на открытых лугах и в хвойных лесах. Продолжительность жизни до 6 лет.
Рацион состоит в основном из летающих насекомых — крылатых муравьев, жуков, мотыльков и кузнечиков. Очень популярны среди фермеров, так как уничтожают многих вредителей. Любят охотиться на открытых пространствах, таких как озера, реки и луга. Очень манёвренные охотники и часто ловят насекомых в пикировании. При этом их крылья издают шум, как будто они дуют на горлышко пустой бутылки.
Сезон размножения длится с середины мая до середины июля. После спаривания самка откладывает 2 серовато-белых яйца с сильными фиолетовыми и коричневыми пятнами, которые кладет не в гнездо, а на голый камень или в небольшое углубление в земле. На сухом, каменистом грунте гнездо было бы более заметным. Они никогда не гнездятся в тени, поскольку из-за своей окраски яйца не будут так хорошо маскироваться во влажных местах. Однако иногда они откладывают яйца в ниши деревянных крыш в городах. Если кладка уничтожена, за ней следует новая. Самец охраняет место гнездования патрульными полетами и часто защищает кладку, рискуя жизнью. Инкубационный период длится 14-16 дней, птенцы оперяются через 20 дней. Половой зрелости достигают через год.
Во время миграции преодолевают от 2500 до 6800 километров. Мигрируют днём или ночью свободными стаями, часто насчитывающими тысячи особей; стаи не были замечены с видимым лидером. Огромное расстояние, пройденное между местами размножения и зимовки, является одной из самых продолжительных миграций в Северной Америке. Северная миграция начинается в конце февраля, и птицы достигают места назначения в середине июня. Миграция на юг начинается в середине июля и завершается в начале октября.
Во время миграции птицы пролетают через центральную часть Америки, Флориду, Вест-Индию, Кубу, Карибы и Бермудские острова, а завершают свой путь в местах зимовки в Южной Америке, в основном в Аргентине.

## Распространение
Гнездится в Северной и Центральной Америке, от крайней юго-восточной оконечности Аляски до юга Панамы. Зимуют в Южной Америке от Колумбии до Аргентины.

## Состояние популяции и охрана
В Северной Америке наблюдается общее сокращение численности, однако в других географических регионах отмечается рост популяции. Из-за большого ареала обитания птицы трудно установить индивидуальные пороги риска в конкретных регионах. В Онтарио вид отнесён к видам, вызывающим особую озабоченность.
Гнездование на земле делает вид особенно уязвимым для хищников, среди которых домашние кошки, вороны, змеи, собаки, койоты, соколы и совы.
Отсутствие плоских крыш, пестициды, усиление хищничества и потеря среды обитания являются отмеченными факторами сокращения популяции. Другие неизученные потенциальные причины сокращения численности включают изменение климата, болезни, гибель на дорогах и паразитов.